# Шиби
Шиби е каган на Източнотюркския каганат, управлявал или от 609, или от 611 до 619 година.
Той е син на кагана Ями, когото наследява след смъртта му в края на 608 година. Възползвайки се от започналата гражданска война в империята Суй, през 615 година Шиби обсажда император Суй Ян в Янмън, но е отблъснат от Ли Юен, бъдещия основател на династията Тан.
След краха на империята Суй през 617 година много китайски управители, както и владетелите на киданите, шъуей, Туюхун и Гаочан, се признават за васали на Шиби. През 619 година той организира поход срещу Ли Юен, но по пътя внезапно се разболява и умира. Наследен е от по-малкия си брат Чулуо.